# KL-39

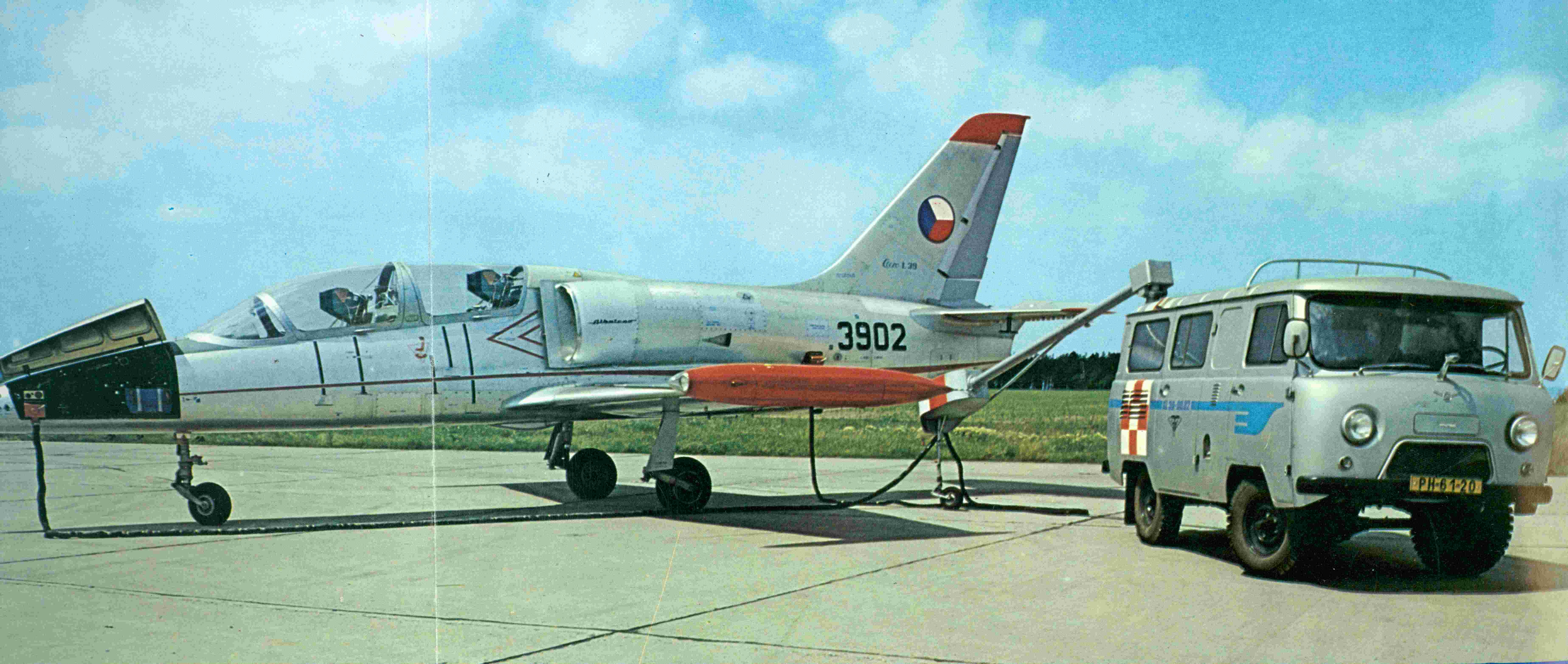
KL-39 u letounu L-39 Albatros

Automatické pozemní kontrolní zařízení KL-39 zjišťovalo objektivní technický stav letounu L-39. Kontrolovalo celkem 237 parametrů přístrojů, agregátů i všech důležitých systémů letounu. 
KL-39 bylo prvním kontrolním a diagnostickým systémem pro československá letadla tehdejší doby vyvinutým v letech 1967 až 1972 ve Výzkumném a zkušebním leteckém ústavu v týmu vedeném hlavním konstruktérem KL-39 Josefem Kozákem. Další taková zařízení byla vytvořena pro  L-410, L-39 MS, a L-610.
Ukončený vývoj KL-39 byl předán do Letova Letňany (součást VHJ Aero – sdružujícím tehdy celkem 20 podniků), kde se vyrábělo sériově od roku 1973 až do roku 1988.

## Galerie

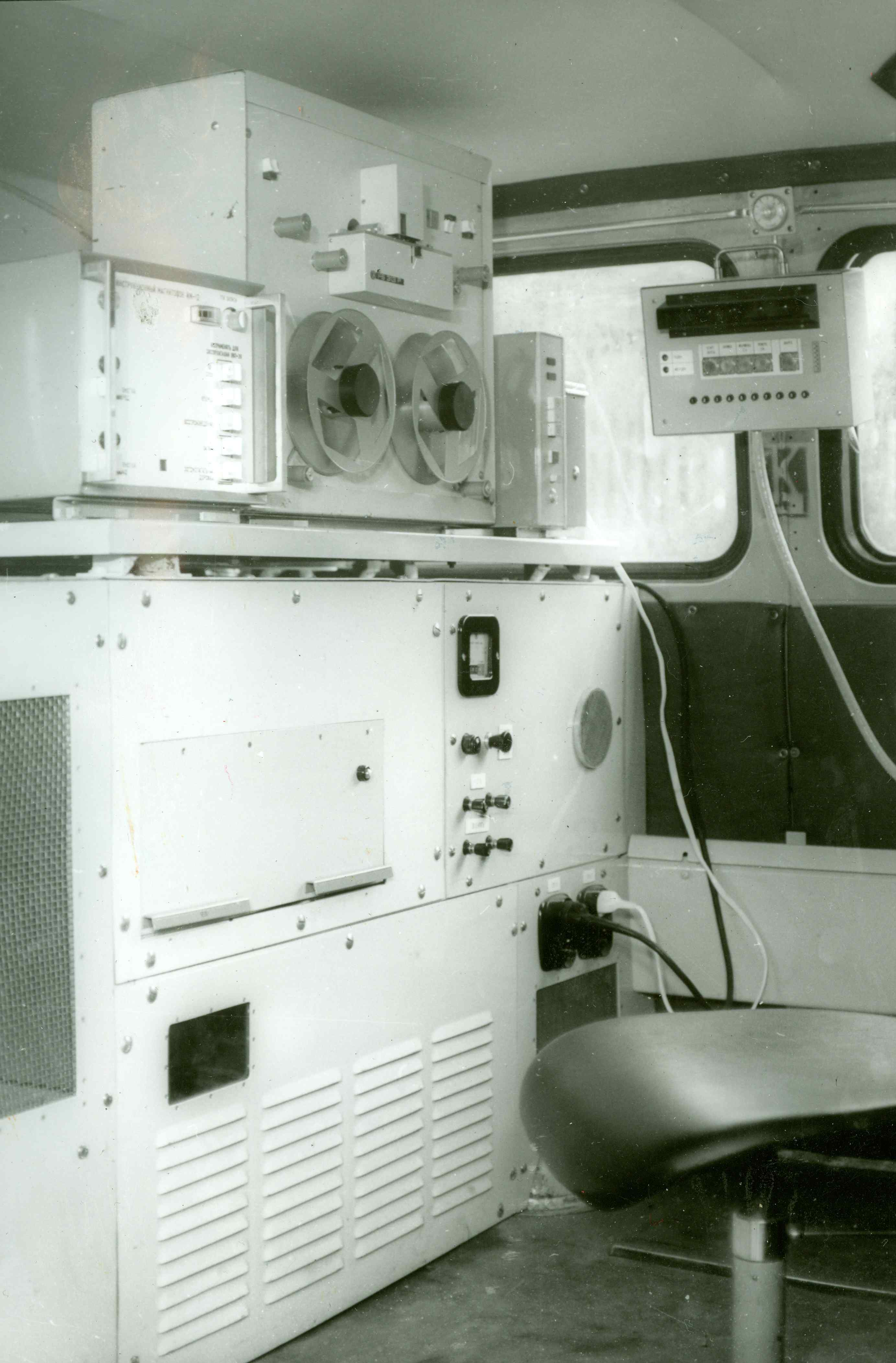
Vnitřní vybavení KL-39
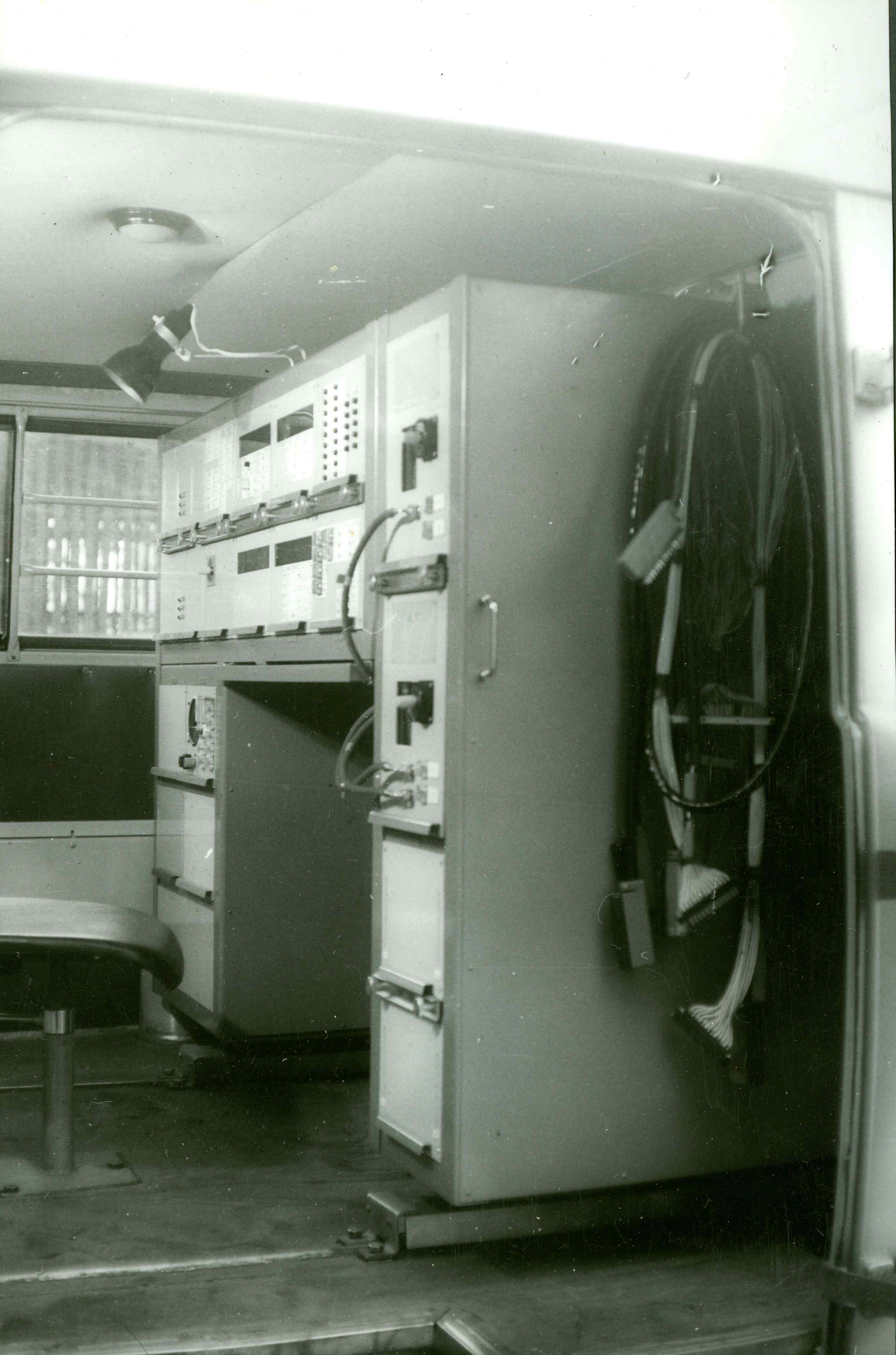
Pracoviště operátora KL-39
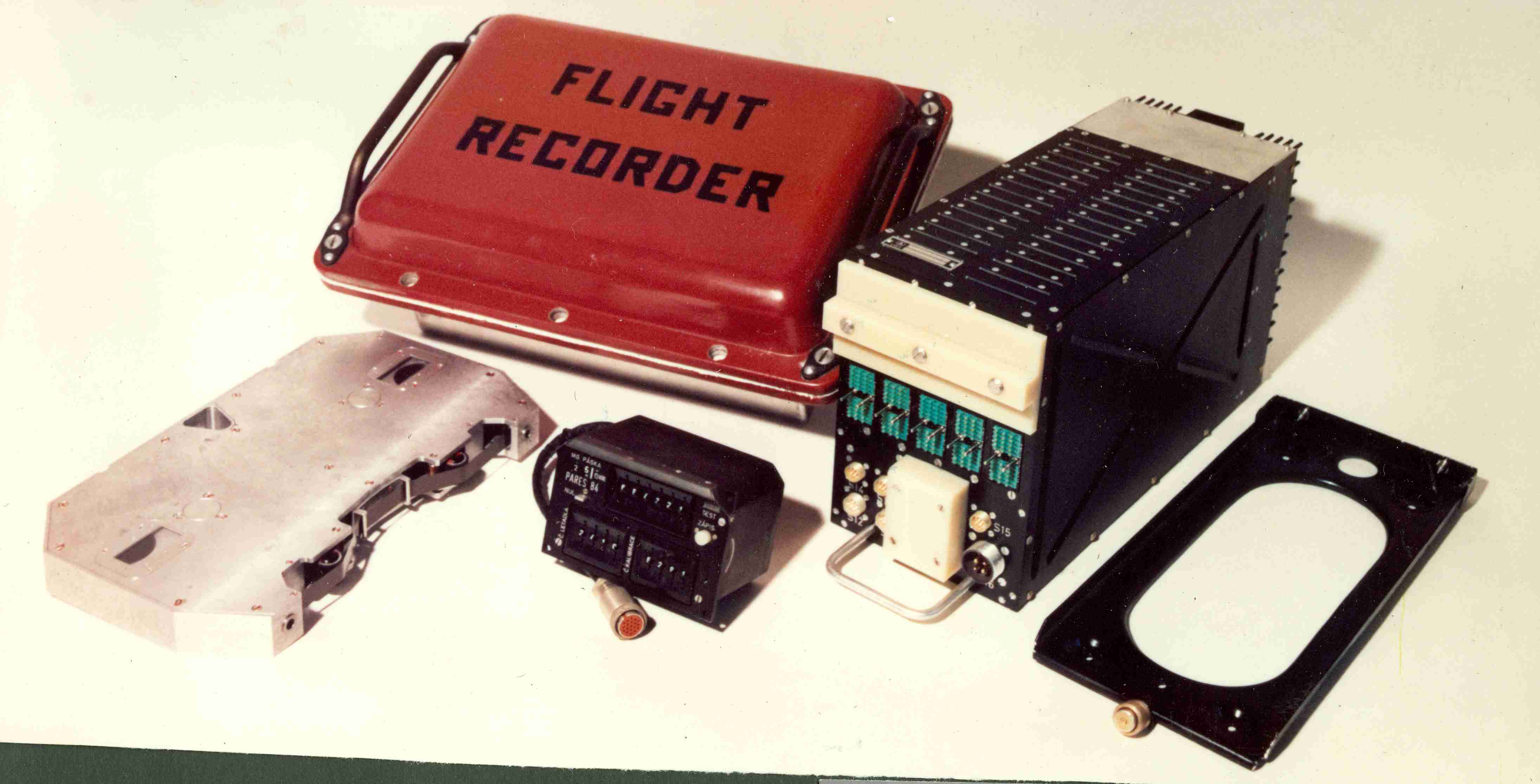
Letový zapisovač PARES
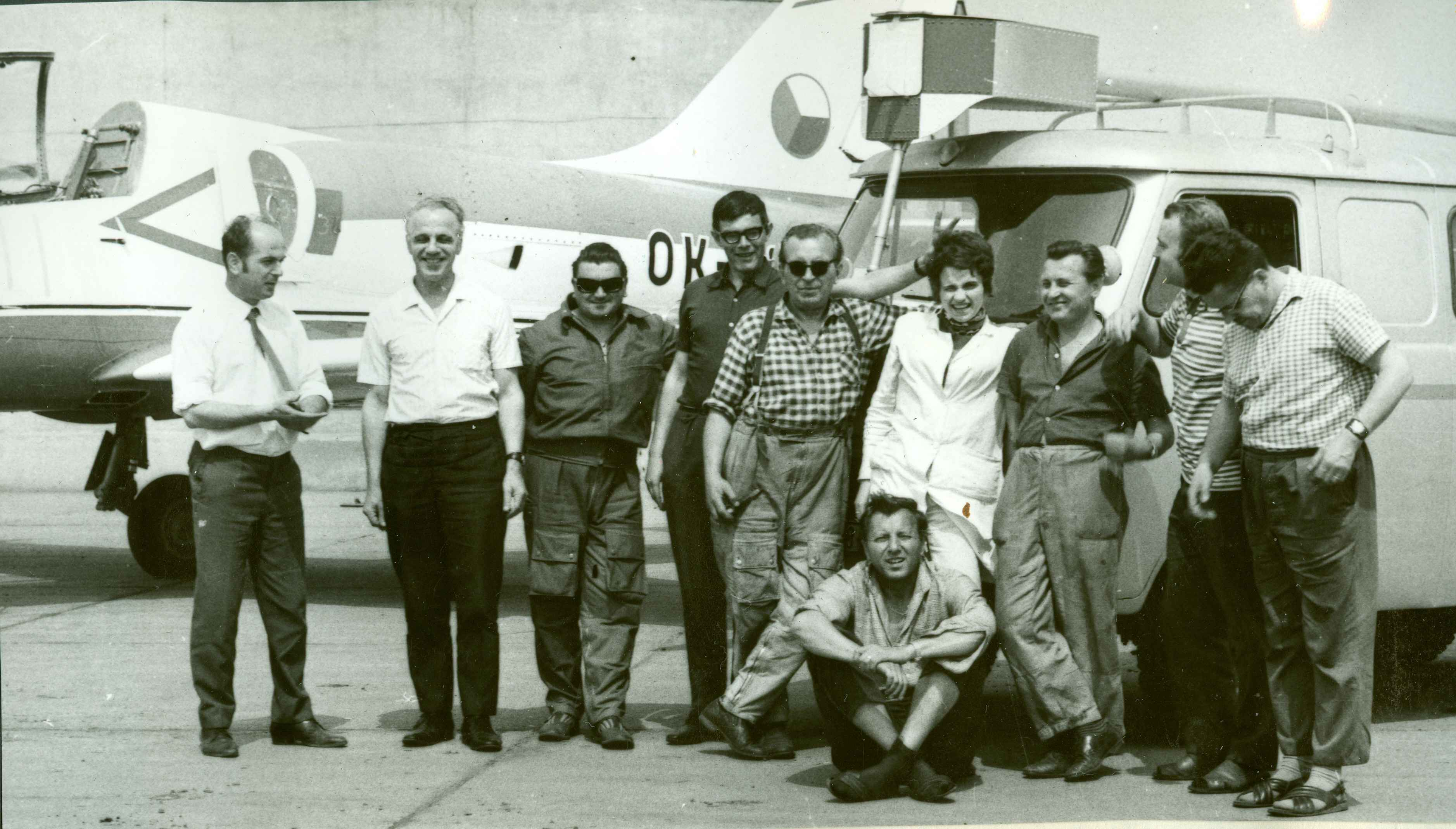
Tým tvůrců KL 39 v roce 1972 (Josef Kozák vlevo)